# Мална
Мална (словен. Malna) је насељено место у општини Свети Јуриј в Словенских Горицах, Подравска регија, Словенија.

## Историја
До територијалне реорганизације у Словенији била је у саставу старе општине Ленарт.

## Становништво
У попису становништва из 2011. године, Мална је имала 241 становника.
| Број становника према пописима | Број становника према пописима | Број становника према пописима |
| ------------------------------ | ------------------------------ | ------------------------------ |
| 1991                           | 2002                           | 2011                           |
| 253                            | 253                            | 241                            |

Напомена: Године 2017. извршена је мања размена територија између насеља Јуровски Дол и Мална.